# Чемпионат России по настольному теннису
Чемпионаты России по настольному теннису проводятся ежегодно с 1992 года. Соревнования проводятся под эгидой Федерации настольного тенниса России (ФНТР). Медали разыгрываются в одиночном и парном разрядах среди мужчин и женщин, а также в миксте. Помимо личных также проводятся соревнования в командном разряде среди сборных субъектов Российской федерации.

## Чемпионы России

### Личные соревнования
| Год  | Мужчины Одиночный разряд | Женщины Одиночный разряд | Мужчины Парный разряд              | Женщины Парный разряд                | Микст                               |
| ---- | ------------------------ | ------------------------ | ---------------------------------- | ------------------------------------ | ----------------------------------- |
| 1992 | Максим Шмырёв            | Галина Мельник           | Дмитрий Абраменко Евгений Брайнин  | Елена Комракова Оксана Фадеева       | Максим Шмырёв Елена Комракова       |
| 1993 | Дмитрий Самсонов         | Татьяна Медведева        | Сергей Андрианов Юрий Рыжов        | Светлана Бахтина Татьяна Кулагина    | Максим Шмырёв Елена Комракова       |
| 1994 | Максим Шмырёв            | Светлана Бахтина         | Сергей Андрианов Дмитрий Самсонов  | Елена Абаимова Ольга Кашулина        | Сергей Андрианов Светлана Бахтина   |
| 1995 | Алексей Смирнов          | Галина Мельник           | Сергей Носков Евгений Фадеев       | Елена Абаимова Ольга Кашулина        | Максим Шмырёв Оксана Фадеева        |
| 1996 | Максим Шмырёв            | Екатерина Эдель          | Алексей Смирнов Денис Гаврилов     | Светлана Бахтина Оксана Фадеева      | Дмитрий Самсонов Елена Яковлева     |
| 1997 | Дмитрий Мазунов          | Галина Мельник           | Андрей Мазунов Дмитрий Мазунов     | Светлана Бахтина Галина Мельник      | Максим Шмырёв Галина Мельник        |
| 1998 | Дмитрий Мазунов          | Светлана Бахтина         | Андрей Мазунов Дмитрий Мазунов     | Светлана Бахтина Галина Мельник      | Денис Гаврилов Анна Исаева          |
| 1999 | Максим Шмырёв            | Светлана Бахтина         | Алексей Смирнов Денис Гаврилов     | Ольга Заведеева Елена Яковлева       | Сергей Тяпкин Елена Яковлева        |
| 2000 | Максим Шмырёв            | Оксана Фадеева           | Сергей Андриянов Алексей Смирнов   | Анастасия Воронова Евгения Петухова  | Максим Шмырёв Оксана Фадеева        |
| 2001 | Евгений Фадеев           | Светлана Ганина          | Сергей Андриянов Евгений Фадеев    | Галина Мельник Кулагина Татьяна      | Олег Куприянов Анастасия Воронова   |
| 2002 | Алексей Смирнов          | Оксана Фадеева           | Фёдор Кузьмин Максим Шмырёв        | Галина Мельник Оксана Фадеева        | Максим Шмырёв Оксана Фадеева        |
| 2003 | Сергей Андрианов         | Татьяна Кулагина         | Сергей Андриянов Евгений Фадеев    | Галина Мельник Оксана Фадеева        | Евгений Петрухин Анастасия Воронова |
| 2004 | Фёдор Кузьмин            | Наталья Пятерикова       | Денис Аникин Игорь Рубцов          | Светлана Ганина Ирина Палина         | Алексей Ливенцов Анастасия Воронова |
| 2005 | Дмитрий Мазунов          | Светлана Ганина          | Дмитрий Мазунов Алексей Смирнов    | Галина Мельник Оксана Фадеева        | Алексей Ливенцов Анастасия Воронова |
| 2006 | Фёдор Кузьмин            | Оксана Фадеева           | Алексей Ливенцов Игорь Рубцов      | Елена Абаимова Татьяна Кулагина      | Кирилл Скачков Светлана Крекина     |
| 2007 | Игорь Рубцов             | Юлия Прохорова           | Алексей Ливенцов Игорь Рубцов      | Анастасия Воронова Анна Тихомирова   | Денис Гаврилов Анна Тихомирова      |
| 2008 | Сергей Андрианов         | Анастасия Воронова       | Сергей Андриянов Евгений Регентов  | Анастасия Воронова Анна Тихомирова   | Артур Григорьев Светлана Крекина    |
| 2009 | Алексей Смирнов          | Ирина Котихина           | Фёдор Кузьмин Алексей Смирнов      | Елена Абаимова Татьяна Кулагина      | Евгений Фадеев Оксана Фадеева       |
| 2010 | Михаил Гладышев          | Анна Тихомирова          | Сергей Андрианов Евгений Регентов  | Анастасия Воронова Юлия Прохорова    | Игорь Рубцов Анна Тихомирова        |
| 2011 | Вячеслав Буров           | Юлия Прохорова           | Алексей Ливенцов Михаил Пайков     | Анастасия Воронова Юлия Прохорова    | Александр Шибаев Анастасия Воронова |
| 2012 | Григорий Власов          | Анна Тихомирова          | Алексей Ливенцов Михаил Пайков     | Яна Носкова Оксана Фадеева           | Денис Гаврилов Мария Быкова         |
| 2013 | Вячеслав Буров           | Полина Михайлова         | Алексей Смирнов Кирилл Скачков     | Анастасия Воронова Юлия Прохорова    | Вячеслав Буров Ольга Баранова       |
| 2014 | Александр Шибаев         | Ольга Баранова           | Илья Шамин Алексей Жуков           | Анастасия Воронова Юлия Прохорова    | Григорий Власов Яна Носкова         |
| 2015 | Алексей Смирнов          | Яна Носкова              | Василий Лакеев Вячеслав Буров      | Анастасия Воронова Юлия Прохорова    | Кирилл Скачков Оксана Фадеева       |
| 2016 | Михаил Пайков            | Юлия Прохорова           | Алексей Ливенцов Михаил Пайков     | Елена Абаимова Анна Козловская       | Алексей Ливенцов Юлия Прохорова     |
| 2017 | Алексей Ливенцов         | Ольга Воробьёва          | Григорий Власов Фёдор Кузьмин      | Екатерина Гусева Юлия Прохорова      | Вячеслав Буров Ольга Воробьёва      |
| 2018 | Александр Шибаев         | Полина Михайлова         | Алексей Ливенцов Михаил Пайков     | Анастасия Колиш Валерия Коцюр        | Вячеслав Буров Юлия Прохорова       |
| 2019 | Вильдан Гадиев           | Светлана Крекина         | Максим Гребнев Лев Кацман          | Анна Бикбаева Светлана Крекина       | Андрей Байбулдин Анна Бикбаева      |
| 2020 | Лев Кацман               | Анна Тихомирова          | Алексей Ливенцов Вильдан Гадиев    | Анна Бикбаева Ольга Куликова         | Алексей Ливенцов Юлия Прохорова     |
| 2021 | Кирилл Скачков           | Ольга Воробьёва          | Максим Гребнев Лев Кацман          | Любовь Тэнцер Анна Дмитриева         | Алексей Ливенцов Юлия Прохорова     |
| 2022 | Владимир Сидоренко       | Элизабет Абраамян        | Максим Гребнев Лев Кацман          | Ольга Воробьёва Яна Носкова          | Лев Кацман Элизабет Абраамян        |
| 2023 | Денис Ивонин             | Элизабет Абраамян        | Владимир Сидоренко Кирилл Скачков  | Элизабет Абраамян Екатерина Зиронова | Владимир Сидоренко Мария Тайлакова  |
| 2024 | Максим Гребнев           | Элизабет Абраамян        | Владимир Сидоренко Кирилл Скачков  | Арина Слаутина Мария Тайлакова       | Максим Боков Валерия Коцюр          |
| 2025 | Максим Гребнев           | Элизабет Абраамян        | Дмитрий Виноградов Евгений Тихонов | Влада Воронина Мария Панфилова       | Лев Кацман Элизабет Абраамян        |